# Mali Korinj
Mali Korinj – wieś w Słowenii, w gminie Ivančna Gorica. W 2018 roku liczyła 55 mieszkańców.